# Генрієтта Тодорова
Генрієтта Тодорова (Хенриета Тодорава) — болгарська вчена, археолог, преісторик, професор, член-кореспондент Болгарської академії наук, член-кореспондент Німецького археологічного інституту в Берліні, закордонний член Академії Лейбніца в Берліні.

## Життєпис
Ім'я при народженні — Генрієтта Теодор Бланк. Народилася 25 лютого 1933 року в місті Софія Королівства Болгарія в німецько-болгарській родині Теодора Бланка та Марії Статкової. Її бабуся Параскева (Кета) Захар'єва Статкова (Печеняшка) була дочкою Ценьки Христової Печеняшки (Савової), сестри Стефанаки Савова. Мала молодшу сестру Ельзу. Після 9-вересневого перевороту іонв змінила по батькові Теодор на Тодорова. На початку 1950-х пошлюбила словака Августина Вайсса, народила сина Івана. Він також археолог.  Пізніше шлюб розірвався, але вона залишила прізвище Вайсова. Другий шлюб взяла з Йорданом Симеоновим, від якого мала доньку Івету. Цей шлюб також був розірваний.
Вищу освіту розпочала в Софійському університеті. У 1954 році закінчила Університет Коменського в Братиславі за спеціальністю «історія та філософія». У 1964 році захистила кандидатську дисертацію (докторську) в Археологічному інституті Словацької академії наук у місті Нітра на тему «Енеолітична кераміка Фракії та Північно-Східної Болгарії». Її наукова керівниця Антоніна Точик. У тому ж році вона здобула докторський ступінь в університеті Коменського в Братиславі. У 1967 році, вигравши конкурс, працювала в Археологічному інституті при Болгарській академії наук (сьогодні Національний археологічний інститут з музеєм при Болгарській академії наук). Саме з цим інститутом нерозривно пов'язана її наукова діяльність.
У 1978 році захистила дисертацію (абілітаційну роботу) на тему «Кам'яний і мідний вік в Болгарії» і отримала звання «доктора історичних наук». Стала старшою науковою співробітницею першого ступеня Археологічного інституту. У 1977—1979 рр. — учена секретарка Центру історії при БАН. З 1978 р. — член-кореспондент Німецького археологічного інституту в Берліні. Засновниця Проблемної групи міждисциплінарних досліджень Археологічного інституту, згодом Секції міждисциплінарних досліджень НАІМ-БАН. У 1978—1990 рр. — його керівниця. З 1989 по 1993 роки вона була заступницею директора Археологічного інституту в команді професора Велізара Велкова. З 1982 по 1994 рік була членом вченої ради Археологічного інституту. У 1982—2000 та 2004—2010 роках була членом спеціалізованої ради з питань стародавньої історії, археології та етнографії при ВАК. З 1984 по 1994 рік була членом історичної комісії ВАК. У 2004 році була обрана членом-кореспонденткою БАН, а в 2007 році — закордонним членом престижної німецької академії Товариства імені Лейбніца в Берліні.
Генрієтта Тодорова померла 12 квітня 2015 року у віці 82 років у місті Софія. За її бажанням її тіло було кремовано, а частину праху розвіяно в озері Дуранкулаш.

## Наукова діяльність
Генрієтта Тодорова є авторкою 18 монографій, понад 150 досліджень, статей, доповідей та оглядів, опублікованих у Болгарії та за кордоном. Публікується болгарською, англійською, французькою, німецькою, італійською, російською та словацькою мовами. Публікується під іменами: Henrieta Vajsová, Henrieta Todorova-Simeonova та Henrieta Todorova. Її роботи рецензувалися в найвідоміших спеціалізованих виданнях. Сфера її наукових інтересів: нова кам'яна доба (неоліт), кам'яна та мідна доба (енеоліт), бронзова доба, античність, раннє середньовіччя, рання металургія, зміна клімату та її вплив на життя людини, доісторичні суспільства і їх подальша трансформація з культурних відносин і багато іншого. Вона є першовідкривачкою багатьох доісторичних культур Болгарії, таких як культури Усоє, Сави, Овчарова, Поляниці, Варни, культурного комплексу Коджадермен-Гумельниця-Караново VI (KGK VI) та ін. Вона є першовідкривачкою найдавнішого монохромного неоліту в Північній Болгарії та періоду переходу від енеоліту до бронзового віку. Досліджує та надає науці передісторію Північно-Східної Болгарії та Західного Причорномор'я. Характерним для наукової роботи Геріети Тодорової є вивчення археологічних даних у ширшому надрегіональному аспекті, таким чином перетворюючи їх на важливі історичні джерела. Значним є також її внесок у дослідження найдавнішої металургії на Балканах. Ще за життя вона сприйняла результати дослідження Археологічного комплексу біля села Дуранкулак як одне зі своїх найвизначніших досягнень.
Науковиця читала курси лекцій на програмах Софійського університету «Св. Климент Охридський», Новий болгарський університет та Великотирновський університет «Св. Св. Кирила і Мефодія». Вона прочитала десяток публічних лекцій для популяризації досягнень болгарської праісторії в Берліні, Франкфурті, Кельні, Гейдельберзі та інших містах Німеччини. Була запрошеним професором у кількох університетах: у 1988 р. — у Бонні (Німеччина); у 1990 р. — в Хаджеттепе в Анкарі (Туреччина); у 1999—2000 рр. — у м. Фрайберг (Німеччина) та в 2007—2008 рр. — у м. Гейдельберг (Німеччина).
Генрієтта Тодорова є учасницею численних міжнародних наукових конгресів, симпозіумів та конференцій. З 1979 по 1996 рік входив до керівництва Міжнародного наукового форуму «Проблеми праісторії Нижнього Подунав'я». Вона брала участь у 14 його міжнародних симпозіумах: 2 у Словаччині, 2 у Чехії, 2 в Угорщині, 2 в Італії, 2 у Грузії, 2 у колишній Югославії та 2 у Греції. Вона є організаторкою трьох міжнародних симпозіумів з доісторії в Болгарії: в 1978 році — Pulpudaeva Praehistoricus — в Пловдиві, в 1988 році — Pontus Praehistoricus — в Добричі і в 2004 році — Стрімон Праеісторичний — Кюстендил — Благоєвград — Сяре — Амфіполіс.
У 1984—1986 роках брала участь у болгарсько-німецькому проєкті «Садовець» (проект Баварської академії наук). У 1993—1998 роках брала участь у проєкті Інститутів Макса Планка в Майнці та Гейдельберзі з вивчення найдавнішої металургії в Болгарії. У 1993—2007 рр. була керівницею болгарської групи в болгаро-грецькому проєкті «Промахон-Тополніца».
Генрієтта Тодорова — головна редакторка багатотомної наукової серії Дуранкулак — видання Німецького археологічного інституту в Берліні; член редколегії «Збірника Добруджа» від його заснування до 2002 р.; співредакторка серії In the Steps of JH Gaul. Деякий час вона також була головною редакторкою журналу Studia Praehistorica.

### Визнання
У 2003 році Генрієтта Тодорова була оголошена почесною громадянкою міста Добрич.
У 2003 році вийшов збірник на її честь (випуск 21 журналу Sbornik Dobrudja, 2003).
У 2007 році Національний археологічний інститут з музеєм при БАН видав ще одну збірку на її честь — PRAE: In honorem Henrieta Todorova.

### Польові археологічні дослідження
- У 1967—1970 рр. досліджувала городище Голямо Делчево Варненської області (опубліковано монографічно);[13]
- У 1969—1970 рр. досліджувала енеолітичний некрополь біля м. Девня Варненської області (опубл.);
- У період 1971—1976 рр. з перервами досліджувала пізньонеолітичне поселення Усоє Варненської області (опубліковано в статтях і попередніх повідомленнях);
- У 1971—1973 роках досліджувала городище Овчарово, Тарговиштко (опубліковано монографічно)[14];
- У 1973—1974 роках досліджувала городище Поляниця, Тарговиштко (опубліковано плани городища);
- У 1974 р. частково досліджувала неолітичне поселення біля м. Шабла Добричко (вид. П. Георгієва та В. Славчев);
- У 1974—2004 роках була керівницею широкомасштабних досліджень Археологічного комплексу біля села Дуранкулак, Добричко. Комплекс складається з: Середньовічне городище та некрополь (опубліковано монографічно в трьох послідовних томах підсерії Дуранкулак: Середньовічне поселення та некрополь (опубліковано в Дуранкулаку, том. І", Софія 1989); Доісторичний некрополь із понад 1200 похованнями епохи неоліту, енеоліту та протобронзового віку (опубліковано в «Durankulak Bd. II, Teile 1 und 2», Софія 2002 та Durankulak Bd. III видання Deutsches Archäologisches Institut (DAI) — Берлін; Елліністична печера храм богині Кібели, стародавні споруди, поховання тощо (опубліковано в Durankulak Bd. III, Берлін 2016 р., публікація Deutsches Archäologisches Institut (DAI) — Берлін). Поселення доби пізньої бронзи, городище енеоліту на «Великому острові», неолітичні землянки та ін. опубліковано численні статті та дослідження.
- У 1975 досліджувала енеолітичний некрополь Поляниця, Тарговиштко;
- У 1975 році досліджувала печеру Оногур, Добричко (буріння);
- У 1976 р. досліджувала поселення раннього неоліту Поляниця — плато, Тарговиштко (поселення з найдавнішого — монохромного неоліту в Північній Болгарії, опубліковано в кількох статтях);
- У 1978 році досліджувала високогірне село Югера, Врачансько;
- У 1979 році зробила попередні дослідження Големаново кале біля Садовця, Плевенсько (опубліковано);
- У 1979 році досліджувала високогірне поселення перехідної доби Галлатин, Врачансько (вид. П. Георгієва);
- У 1983 р. провела кілька розкопок на поселенні доби енеоліту та ранньої бронзи Негованці, Пернішко (вид. П. Георгієва);[15]
- У 1987 році досліджувала Печеру з наскальними малюнками біля села Байлово, Софія[16] (видавництво Т. Стойчев);
- У 1988 р. на території району досліджувала споруду доби культури Вінча Д. «Пух», смт Софія, Середній енеоліт (опубл.);
- У 1981—1988 рр. вона була керівницею археологічних досліджень поселення пізнього неоліту Топольниця, Благоєвградсько. У 1994—2005 роках ці дослідження продовжилися як грецько-болгарський проєкт «Промахон-Тополніца», де вона була керівницею болгарської групи (опубліковано в ряді попередніх повідомлень, статей і досліджень);
- У 2005—2007 рр. була науковою консультанткою археологічних розкопок поселення епохи неоліту поблизу Оходен, Врачансько.

## Публікації для проф. Генрієтта Тодорова
- Vajsova-Simeonova, Henrieta. — In: Jan Filip (Ed.). Encyclopedic Manual for Prehistoric and Early Historic Europe II, Prag 1968, стр. 1562.
- Todorova, Henrieta (Simeonova) — In: J. Filip and J. Harlan (Ed's.). Encyclopedic Manual for Prehistoric and Early Historic Europe III — adenda, Prag 1998, стр. 386.
- Тодорова-Вайсова, Хенриета. — In: Петър Чолов (Ed.). Български историци: Биографично-библиографски справочник. София 1981, стр. 386.
- Васил Николов. Юбилей на проф. д.и.н. Хенриета Тодорова. — Археология 44/1, 2003, стр. 67—68.
- R. Krauß, Henrieta Todorova 1933—2015. Über die Liebe zur deutschen Sprache und zur Archäologie. Praehistorische Zeitschrift 91, 2016, 220—224.